# 西紅柿炒鶏蛋

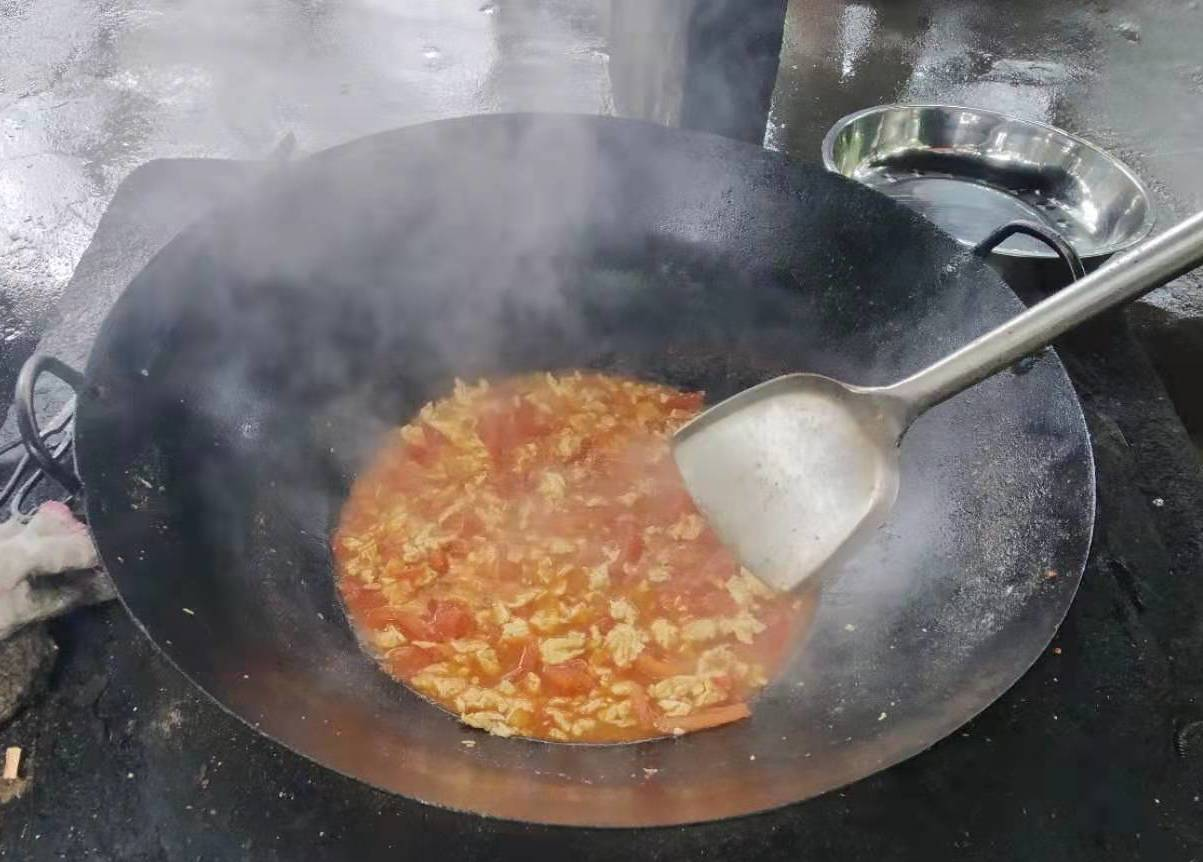
調理中の西紅柿炒鶏蛋

西紅柿炒鶏蛋（シーホンシーチャオジーダン）とは、トマト（中国語: 西紅柿、番茄）と鶏卵（中国語: 雞蛋）の炒め物である。番茄炒蛋（ファンチェチャオダン）とも言う。英名は Stir-fried tomato and scrambled eggs（トマトとスクランブルドエッグの炒めもの）。
調理が迅速容易で、日常の家庭料理として中国全土で非常に一般的。

## 調理例
1. 卵を溶き、好みの調味料（塩、鶏がらスープの素、中華だし、うま味調味料等）で味付けしたら、半熟のスクランブルドエッグを作る。
2. 出来たスクランブルドエッグを一旦皿に取っておく。ここで皿に取らずにそのままトマトを投入してしまうと、トマトの水分を飛ばせずに水っぽくなったり、卵に火が通り過ぎてしまう。
3. くし切りにしたトマトをフライパンで炒める、ある程度水分が飛んで皮がめくれてくる頃になったら、最初のスクランブルドエッグと炒め合わせて、塩胡椒等で調味すれば完成。好みにより葱等の薬味を加える。

味付けは、スクランブルドエッグに合うものであれば大概の調味料を使用できる。サラダ油ではなくごま油を使用したり、炒め合わせる時にトマトケチャップを加えたり、水溶き片栗粉でとろみを付けたりすることもある。